# Samuel Foster Haven
Samuel Forster Haven född 28 maj 1806, död 5 september 1881, var en amerikansk bibliotekarie, arkeolog och antropolog.

## Biografi
Haven föräldrar var domaren Samuel och Betsy Haven i Dedham, Massachusetts. Han tog en examen från Amherst College, studerade sedan juridik vid Harvard Law School och började sedan en juridisk praktik i Dedham och Lowell, Massachusetts.
Haven hade ett stort intresse för New Englands historia före revolutionen och började publicera tidningar 1836. Hans intresse vände sig sedan mot Amerikas arkeologi. I september 1837 utnämndes han till bibliotekarie i American Antiquarian Society, beläget i Worcester, Massachusetts. Han började sin ordinarie tjänst som bibliotekarie i april 1838, och i oktober samma år valdes han till medlem av sällskapet. Haven blev en av sällskapets längst tjänstgörande bibliotekarier från 1838 till 1881, och satt även i dess rådsråd från 1855 till 1881. I samlingarna blev han bekant med sällskapets dokument och artefakter i deras förvar, och intresserade sig särskilt för de av indianskt ursprung. Haven intresserad alltså särskilt för forskning om urbefolkningen i Nordamerika, inklusive de som kallas Mound Builders (högbyggare). Han valdes in som medlem av American Philosophical Society 1865.
Smithsonian Institution gav Haven i uppdrag att skriva en sammanfattning av aktuell arkeologisk kunskap. Smithsonian publicerade Havens skrift om arkeologi i USA 1855. Det blev han hans enda egen skrivna bok. Resultatet av hans resor och studier gjorde att han beskrev ett äldre ursprung för de infödda folken i Amerika och de hade migrerat från Sibirien till Amerika. Han identifierade indianerna som de som hade byggt av de stora (grav)högarna vid Mississippi.